# Adrien Oudin
Pour les articles homonymes, voir Oudin.
Lucien Adrien Oudin est un homme politique français né le 20 janvier 1873 à Paris et décédé le 24 janvier 1934 à Paris.
Docteur en droit, avocat à la Cour d'Appel de Paris, il est conseiller municipal de Paris de 1904 à 1934, qu'il préside en 1919-1920, et député de la Seine de 1931 à 1934, inscrit au groupe des républicains d'Union nationale.
Il est inhumé au cimetière de Passy, à Paris dans la division 8.

## Hommage
Dès 1935, la ville de Paris lui rend hommage en baptisant une place à son nom dans le quartier dont il fut un édile.